# Rita Algranati
Rita Algranati (Roma, 12 gennaio 1958) è un'ex terrorista italiana.
Appartenente alle Brigate Rosse dal 1977 al 1979, viene considerata una figura storica di primo piano delle Brigate Rosse. Nelle Brigate Rosse era conosciuta come compagna Marzia.

## Attività terroristica
Moglie di Alessio Casimirri, ex terrorista latitante, nel 1988 fu condannata all'ergastolo per gli omicidi del giudice Riccardo Palma, del consigliere provinciale della DC romana Italo Schettini, del tenente colonnello Antonio Varisco e dei due poliziotti assassinati il 3 maggio del 1979 durante l'assalto brigatista alla sede DC di piazza Nicosia, sempre a Roma.
Ebbe un ruolo anche nell'agguato di via Fani del 16 marzo 1978, col quale le BR rapirono Aldo Moro e uccisero i cinque agenti della sua scorta: secondo il racconto degli stessi brigatisti, la Algranati, appostata con in mano un mazzo di fiori all'angolo fra via Trionfale e via Fani, svolse il compito di verificare il passaggio delle due autovetture con a bordo Aldo Moro e la sua scorta, segnalandolo con un cenno convenuto a Mario Moretti, Casimirri e Alvaro Lojacono, affinché questi con le loro auto potessero intercettare la colonna e poi bloccarla nel punto stabilito per l'agguato.

## Latitanza
Algranati, latitante dal 1982, vive per molti anni in Nicaragua, a Managua, con il marito Casimirri, da cui successivamente si separa, ma non in maniera ufficiale; lui rimane in Nicaragua, mentre lei lascia quello Stato all'inizio degli anni novanta, dopo la fine del matrimonio.

## Cattura
Si sarebbe trasferita prima in Angola e poi in Algeria assieme al nuovo compagno, Maurizio Falessi, un altro membro delle BR romane, assieme al quale viene catturata al Cairo nel gennaio del 2004. Le connivenze e le protezioni che permisero sia la fuga sia la lunga latitanza della Algranati non sono venute mai alla luce e sono tuttora oggetto d'indagine.